# Андрей Пленкович
Андрей Пленкович (на хърватски: Andrej Plenković) е хърватски юрист, дипломат и политик. Член на Европейския парламент, ръководител на комисията за парламентарно сътрудничество между Украйна и ЕС (в същото време е заместник-началник на комисията по външни работи).

## Биография
Роден е на 8 април 1970 г. в Загреб, Хърватия. Завършил е Юридическия факултет на Загребския университет.

## Политическа кариера
От 1993 г. е на различни позиции в хърватското Министерство на външните работи. От 2002 г. е заместник-началник на официалното представителство на Хърватия в ЕС. Той също така е бил заместник-посланик във Франция и държавен секретар по европейска интеграция. През 2011 г. става член на Хърватския събор, консервативна партия, която е част от ЕНП. След като Хърватия се присъединява към ЕС през 2013 г., той е избран за член на Европейския парламент. Председател е на Хърватската демократична общност. На 19 октомври 2016 встъпва официално като министър-председател на Хърватия.